# كيفن فولي
كيفن فولي (بالإنجليزية: Kevin Foley)‏ هو سياسي أسترالي، ولد في 9 أغسطس 1938. انتخب عضو المجلس التشريعي الفيكتوري.